# Colinde magice
Colinde magice – trzeci długogrający album Cleopatry Stratan wydany w 2009.

## Lista utworów
1. Domn, Domn, să-nălțăm — 3:10
2. Îngerii șoptesc — 3:38
3. Steaua sus răsare — 2:44
4. Deschide ușa, Creștine — 5:33
5. A venit, a venit iarna — 3:41
6. La Betleem colo-n jos — 3:02
7. Într-un miez de noapte — 3:50
8. Leru-i Doamne — 4:19
9. Florile dalbe — 3:04
10. Seara de Crăciun frumos — 4:23
11. Astăzi s-a Născut Hristos — 2:42
12. Maria și Iosif colindă — 3:04